# Facundo Altamirano
Facundo Altamirano (Rojas, Argentina; 21 de marzo de 1996) es un futbolista argentino que juega de arquero en el San Lorenzo de Almagro de la Liga Profesional Argentina.

## Trayectoria

### C. A. Banfield
Comenzó su carrera integrando desde temprana edad las divisiones inferiores del Club Atlético Banfield. Apareció por primera vez en una nómina del primer equipo en mayo de 2015.
Hizo su debut profesional el 10 de septiembre de 2017 en la derrota 3 a 1 frente a C. A. River Plate.

#### Cesión al C. A. Estudiantes
En la temporada 2018-19 fue cedido al Club Atlético Estudiantes de la Primera B Nacional.

#### Cesión al C. A. Patronato de la Juventud Católica
En la temporada 2021-22 fue cedido al Club Atlético Patronato de la Juventud Católica con quien ganaría la Copa Argentina, pero el equipo no logró mantener la categoría y descendió a la Primera B Nacional.

### C. A. San Lorenzo de Almagro
En la temporada 2023 fue cedido al Club Atlético San Lorenzo de Almagro en el que iba a ser suplente casi todo el año, posteriormente el club compró su pase en 2024.

## Estadísticas
- Actualizado al último partido disputado el 9 de mayo de 2024.

| Club | Div           | Temporada     | Liga  | Liga     | Copas nacionales(1) | Copas nacionales(1) | Torneos internacionales(2) | Torneos internacionales(2) | Total | Total    | Media encajada |
| Club | Div           | Temporada     | Part. | Goles(3) | Part.               | Goles(3)            | Part.                      | Goles(3)                   | Part. | Goles(3) | Media encajada |
| --- | ------------- | ------------- | ----- | -------- | ------------------- | ------------------- | -------------------------- | -------------------------- | ----- | -------- | -------------- |
| C. A. Banfield Argentina | 1.ª           | 2017-18       | 14    | 16       | 1                   | 2                   | -                          | -                          | 15    | 18       | 1,20           |
| C. A. Banfield Argentina | 1.ª           | 2018-19       | -     | -        | -                   | -                   | -                          | -                          | 0     | 0        | 0,00           |
| C. A. Banfield Argentina | 1.ª           | 2019-20       | -     | -        | -                   | -                   | -                          | -                          | 0     | 0        | 0,00           |
| C. A. Banfield Argentina | 1.ª           | 2020-21       | -     | -        | 3                   | 3                   | -                          | -                          | 3     | 3        | 1,00           |
| C. A. Banfield Argentina | 1.ª           | 2021          | 17    | 19       | 1                   | 1                   | -                          | -                          | 18    | 20       | 1,11           |
| C. A. Banfield Argentina | Total club    | Total club    | 31    | 35       | 5                   | 6                   | 0                          | 0                          | 36    | 41       | 1,13           |
| C. A. Estudiantes Argentina | 2°            | 2019-20       | 13    | 16       | 4                   | 7                   | -                          | -                          | 17    | 23       | 1,35           |
| C. A. Estudiantes Argentina | Total club    | Total club    | 13    | 16       | 4                   | 7                   | 0                          | 0                          | 17    | 23       | 1,35           |
| C. A. Patronato de la Juventud Católica Argentina | 1°            | 2022          | 25    | 25       | 6                   | 5                   | -                          | -                          | 31    | 30       | 0,96           |
| C. A. Patronato de la Juventud Católica Argentina | Total club    | Total club    | 25    | 25       | 6                   | 5                   | 0                          | 0                          | 31    | 30       | 0,96           |
| C. A. San Lorenzo de Almagro Argentina | 1°            | 2023          | 5     | 4        | -                   | -                   | -                          | -                          | 5     | 4        | 0,8            |
| C. A. San Lorenzo de Almagro Argentina | 1°            | 2024          | 12    | 10       | 1                   | 0                   | 4                          | 4                          | 17    | 14       | 0,87           |
| C. A. San Lorenzo de Almagro Argentina | Total club    | Total club    | 17    | 14       | 1                   | 0                   | 4                          | 4                          | 22    | 18       | 0,85           |
| Total carrera | Total carrera | Total carrera | 83    | 84       | 16                  | 18                  | 4                          | 4                          | 101   | 106      | 1,06           |
| (1) Incluye datos de Copa Argentina y de la Copa de la Liga Profesional. (2) Incluye datos de Copa Sudamericana y Copa Libertadores de América. (3)Los goles indicados en la tabla se refiere a goles encajados. |               |               |       |          |                     |                     |                            |                            |       |          |                |

## Palmarés
| Título         | Club                                    | País      | Año  |
| -------------- | --------------------------------------- | --------- | ---- |
| Copa Argentina | C. A. Patronato de la Juventud Católica | Argentina | 2022 |